# Megachile morawitzi
Megachile morawitzi är en biart som beskrevs av Oktawiusz Radoszkowski 1886.
Megachile morawitzi ingår i släktet tapetserarbin och familjen buksamlarbin. Inga underarter finns listade i Catalogue of Life.